# آکر بی‌پی
آکر بی‌پی (انگلیسی: Aker BP) شرکت نفت و گاز نروژی است، که در سال ۲۰۰۱ توسط شرکت‌های آکر آسا و بی‌پی تأسیس شد.